# Île d'Ortano
L' île d'Ortano est un îlot rocheux mineur du canal de Piombino situé au large de la côte orientale de l'île d'Elbe, face au promontoire de Capo Ortano et la page d'Ortano, dans la commune de Rio.
L'îlot, caractérisé par une végétation de garrigue, fait partie du parc national de l'archipel toscan.

### Sources de traduction
- (it) Cet article est partiellement ou en totalité issu de l’article de Wikipédia en italien intitulé « Isola di Ortano » (voir la liste des auteurs).